# Europees kampioenschap voetbal vrouwen onder 19 - 2015 (kwalificatie)
Aan de kwalificatie voor het Europees kampioenschap voetbal voor vrouwen onder 19 in 2015 deden 44 van de bij de UEFA aangesloten landen mee. De kwalificatie bestond uit twee ronden, die elk uit een minitoernooi bestonden. Duitsland, Engeland en Frankrijk stroomden op basis van hun UEFA-coëfficiënten in de tweede ronde van de kwalificatie in. De elf groepswinnaars en de tien beste nummers twee uit de eerste ronde gingen door naar de tweede ronde. De beste nummers twee werden bepaald aan de hand van hun resultaten tegen de nummers één en drie uit hun groep. Na de tweede ronde bleven zeven landen over die samen met gastland Israël aan het hoofdtoernooi in juli 2015 deelnemen: Denemarken, Duitsland, Engeland, Frankrijk, Noorwegen, Spanje en Zweden.

## Eerste ronde

### Groep 1
De in groep 1 geplaatste landen speelden een minitoernooi in Litouwen.
| Nr. | Land     | GW | Win | Gel | Ver | DV | DT | +/- | Pnt |
| --- | -------- | -- | --- | --- | --- | -- | -- | --- | --- |
| 1.  | Spanje   | 3  | 3   | 0   | 0   | 23 | 1  | 22  | 9   |
| 2.  | IJsland  | 3  | 2   | 0   | 1   | 10 | 2  | 8   | 6   |
| 3.  | Kroatië  | 3  | 1   | 0   | 2   | 3  | 10 | -7  | 3   |
| 4.  | Litouwen | 3  | 0   | 2   | 1   | 2  | 25 | -23 | 0   |

### Groep 2
De in groep 2 geplaatste landen speelden een minitoernooi in Azerbeidzjan.
| Nr. | Land         | GW | Win | Gel | Ver | DV | DT | +/- | Pnt |
| --- | ------------ | -- | --- | --- | --- | -- | -- | --- | --- |
| 1.  | Denemarken   | 3  | 3   | 0   | 0   | 10 | 1  | 9   | 9   |
| 2.  | Oekraïne     | 3  | 2   | 0   | 1   | 5  | 5  | 0   | 6   |
| 3.  | Azerbeidzjan | 3  | 0   | 1   | 2   | 0  | 4  | -4  | 1   |
| 4.  | Cyprus       | 3  | 0   | 1   | 2   | 1  | 6  | -5  | 1   |

### Groep 3
De in groep 3 geplaatste landen speelden een minitoernooi in Albanië.
| Nr. | Land      | GW | Win | Gel | Ver | DV | DT | +/- | Pnt |
| --- | --------- | -- | --- | --- | --- | -- | -- | --- | --- |
| 1.  | Noorwegen | 3  | 2   | 1   | 0   | 14 | 0  | 14  | 7   |
| 2.  | Schotland | 3  | 2   | 1   | 1   | 5  | 5  | 0   | 7   |
| 3.  | Polen     | 3  | 1   | 0   | 2   | 6  | 6  | 0   | 3   |
| 4.  | Albanië   | 3  | 0   | 0   | 3   | 0  | 24 | -24 | 0   |

### Groep 4
De in groep 4 geplaatste landen speelden een minitoernooi in Turkije.
| Nr. | Land       | GW | Win | Gel | Ver | DV | DT | +/- | Pnt |
| --- | ---------- | -- | --- | --- | --- | -- | -- | --- | --- |
| 1.  | Italië     | 3  | 3   | 0   | 0   | 12 | 0  | 12  | 9   |
| 2.  | Turkije    | 3  | 1   | 1   | 1   | 7  | 3  | 4   | 4   |
| 3.  | Wales      | 3  | 1   | 1   | 1   | 4  | 5  | -1  | 4   |
| 4.  | Kazachstan | 3  | 0   | 0   | 3   | 2  | 17 | -15 | 0   |

### Groep 5
De in groep 5 geplaatste landen speelden een minitoernooi in Servië.
| Nr. | Land      | GW | Win | Gel | Ver | DV | DT | +/- | Pnt |
| --- | --------- | -- | --- | --- | --- | -- | -- | --- | --- |
| 1.  | Nederland | 3  | 3   | 0   | 0   | 21 | 1  | 20  | 9   |
| 2.  | Servië    | 3  | 2   | 0   | 1   | 11 | 5  | 6   | 6   |
| 3.  | Faeröer   | 3  | 1   | 0   | 2   | 5  | 14 | -9  | 3   |
| 4.  | Letland   | 3  | 0   | 0   | 3   | 1  | 18 | -17 | 0   |

### Groep 6
De in groep 6 geplaatste landen speelden een minitoernooi in Zweden.
| Nr. | Land       | GW | Win | Gel | Ver | DV | DT | +/- | Pnt |
| --- | ---------- | -- | --- | --- | --- | -- | -- | --- | --- |
| 1.  | Zweden     | 3  | 3   | 0   | 0   | 20 | 1  | 19  | 9   |
| 2.  | Ierland    | 3  | 1   | 1   | 1   | 5  | 6  | -1  | 4   |
| 3.  | Moldavië   | 3  | 1   | 1   | 1   | 4  | 6  | -2  | 4   |
| 4.  | Montenegro | 3  | 0   | 0   | 3   | 2  | 18 | -16 | 0   |

### Groep 7
De in groep 7 geplaatste landen speelden een minitoernooi in Bosnië en Herzegovina.
| Nr. | Land                  | GW | Win | Gel | Ver | DV | DT | +/- | Pnt |
| --- | --------------------- | -- | --- | --- | --- | -- | -- | --- | --- |
| 1.  | Tsjechië              | 3  | 2   | 0   | 1   | 8  | 1  | 7   | 6   |
| 2.  | Roemenië              | 3  | 1   | 2   | 0   | 2  | 1  | 1   | 5   |
| 3.  | Bosnië en Herzegovina | 3  | 1   | 1   | 1   | 5  | 4  | 1   | 4   |
| 4.  | Malta                 | 3  | 0   | 1   | 2   | 1  | 10 | -9  | 1   |

### Groep 8
De in groep 8 geplaatste landen speelden een minitoernooi in Portugal.
| Nr. | Land        | GW | Win | Gel | Ver | DV | DT | +/- | Pnt |
| --- | ----------- | -- | --- | --- | --- | -- | -- | --- | --- |
| 1.  | Rusland     | 3  | 2   | 0   | 1   | 8  | 1  | 7   | 6   |
| 2.  | Portugal    | 3  | 1   | 2   | 0   | 2  | 1  | 1   | 5   |
| 3.  | Macedonië   | 3  | 0   | 1   | 2   | 2  | 15 | -13 | 1   |
| 4.  | Wit-Rusland | 3  | 0   | 1   | 2   | 2  | 17 | -15 | 1   |

### Groep 9
De in groep 9 geplaatste landen speelden een minitoernooi in Hongarije.
| Nr. | Land      | GW | Win | Gel | Ver | DV | DT | +/- | Pnt |
| --- | --------- | -- | --- | --- | --- | -- | -- | --- | --- |
| 1.  | België    | 3  | 3   | 0   | 0   | 7  | 1  | 6   | 9   |
| 2.  | Slovenië  | 3  | 2   | 0   | 1   | 5  | 6  | -1  | 6   |
| 3.  | Hongarije | 3  | 1   | 0   | 2   | 5  | 3  | 2   | 3   |
| 4.  | Estland   | 3  | 0   | 0   | 3   | 2  | 9  | -7  | 0   |

### Groep 10
De in groep 10 geplaatste landen speelden een minitoernooi in Finland.
| Nr. | Land          | GW | Win | Gel | Ver | DV | DT | +/- | Pnt |
| --- | ------------- | -- | --- | --- | --- | -- | -- | --- | --- |
| 1.  | Finland       | 3  | 3   | 0   | 0   | 14 | 0  | 14  | 9   |
| 2.  | Noord-Ierland | 3  | 2   | 0   | 1   | 9  | 3  | 6   | 6   |
| 3.  | Griekenland   | 3  | 1   | 0   | 2   | 8  | 5  | 3   | 3   |
| 4.  | Georgië       | 3  | 0   | 0   | 3   | 0  | 23 | -23 | 0   |

### Groep 11
De in groep 11 geplaatste landen speelden een minitoernooi in Bulgarije.
| Nr. | Land        | GW | Win | Gel | Ver | DV | DT | +/- | Pnt |
| --- | ----------- | -- | --- | --- | --- | -- | -- | --- | --- |
| 1.  | Zwitserland | 3  | 3   | 0   | 0   | 16 | 0  | 16  | 9   |
| 2.  | Oostenrijk  | 3  | 2   | 0   | 1   | 11 | 2  | 9   | 6   |
| 3.  | Slowakije   | 3  | 1   | 0   | 2   | 7  | 10 | -3  | 3   |
| 4.  | Bulgarije   | 3  | 0   | 0   | 3   | 0  | 24 | -22 | 0   |

### Eindstand nummers twee
| Nr. | Land          | GW | Win | Gel | Ver | DV | DT | +/- | Pnt |
| --- | ------------- | -- | --- | --- | --- | -- | -- | --- | --- |
| 1.  | Schotland     | 2  | 1   | 1   | 0   | 3  | 1  | +2  | 4   |
| 2.  | Roemenië      | 2  | 1   | 1   | 0   | 2  | 1  | +1  | 4   |
| 3.  | Portugal      | 2  | 1   | 0   | 1   | 9  | 1  | +8  | 3   |
| 4.  | Servië        | 2  | 1   | 0   | 1   | 6  | 4  | +2  | 3   |
| 5.  | Oostenrijk    | 2  | 1   | 0   | 1   | 3  | 2  | +1  | 3   |
| 6.  | IJsland       | 2  | 1   | 0   | 1   | 2  | 2  | 0   | 3   |
| 7.  | Oekraïne      | 2  | 1   | 0   | 1   | 2  | 4  | -2  | 3   |
| 8.  | Noord-Ierland | 2  | 1   | 0   | 1   | 1  | 3  | -2  | 3   |
| 9.  | Slovenië      | 2  | 1   | 0   | 1   | 1  | 4  | -3  | 3   |
| 10. | Turkije       | 2  | 0   | 1   | 1   | 1  | 2  | -1  | 1   |
| 11. | Ierland       | 2  | 0   | 1   | 1   | 2  | 6  | -4  | 1   |

## Tweede ronde

### Groep 1
De in groep 1 geplaatste landen speelden een minitoernooi in Portugal.
| Nr. | Land     | GW | Win | Gel | Ver | DV | DT | +/- | Pnt |
| --- | -------- | -- | --- | --- | --- | -- | -- | --- | --- |
| 1.  | Spanje   | 3  | 3   | 0   | 0   | 13 | 0  | 13  | 9   |
| 2.  | Portugal | 3  | 1   | 1   | 1   | 2  | 3  | -1  | 4   |
| 3.  | Finland  | 3  | 0   | 2   | 1   | 3  | 9  | -6  | 2   |
| 4.  | Turkije  | 3  | 0   | 1   | 2   | 2  | 8  | -6  | 1   |

### Groep 2
De in groep 2 geplaatste landen speelden een minitoernooi in Servië.
| Nr. | Land       | GW | Win | Gel | Ver | DV | DT | +/- | Pnt |
| --- | ---------- | -- | --- | --- | --- | -- | -- | --- | --- |
| 1.  | Zweden     | 3  | 2   | 1   | 0   | 6  | 3  | 3   | 7   |
| 2.  | Italië     | 3  | 2   | 0   | 1   | 8  | 6  | 2   | 6   |
| 3.  | Oostenrijk | 3  | 1   | 1   | 1   | 7  | 4  | 3   | 4   |
| 4.  | Servië     | 3  | 0   | 0   | 3   | 5  | 13 | -8  | 0   |

### Groep 3
De in groep 3 geplaatste landen speelden een minitoernooi in Frankrijk.
| Nr. | Land      | GW | Win | Gel | Ver | DV | DT | +/- | Pnt |
| --- | --------- | -- | --- | --- | --- | -- | -- | --- | --- |
| 1.  | Frankrijk | 3  | 3   | 0   | 0   | 8  | 0  | 8   | 9   |
| 2.  | Rusland   | 3  | 2   | 0   | 1   | 6  | 2  | 4   | 6   |
| 3.  | IJsland   | 3  | 1   | 0   | 2   | 4  | 9  | -5  | 3   |
| 4.  | Roemenië  | 3  | 0   | 0   | 3   | 0  | 7  | -7  | 0   |

### Groep 4
De in groep 4 geplaatste landen speelden een minitoernooi in Noord-Ierland.
| Nr. | Land          | GW | Win | Gel | Ver | DV | DT | +/- | Pnt |
| --- | ------------- | -- | --- | --- | --- | -- | -- | --- | --- |
| 1.  | Engeland      | 3  | 2   | 1   | 0   | 14 | 4  | 10  | 7   |
| 2.  | Noorwegen     | 3  | 2   | 1   | 0   | 12 | 3  | 9   | 7   |
| 3.  | Zwitserland   | 3  | 1   | 0   | 2   | 2  | 5  | -3  | 3   |
| 4.  | Noord-Ierland | 3  | 0   | 0   | 3   | 2  | 18 | -16 | 0   |

### Groep 5
De in groep 5 geplaatste landen speelden een minitoernooi in Duitsland.
| Nr. | Land      | GW | Win | Gel | Ver | DV | DT | +/- | Pnt |
| --- | --------- | -- | --- | --- | --- | -- | -- | --- | --- |
| 1.  | Duitsland | 3  | 3   | 0   | 0   | 18 | 1  | 17  | 9   |
| 2.  | België    | 3  | 1   | 1   | 1   | 4  | 5  | -1  | 4   |
| 3.  | Schotland | 3  | 1   | 1   | 1   | 5  | 8  | -3  | 4   |
| 4.  | Oekraïne  | 3  | 0   | 0   | 3   | 0  | 13 | -13 | 0   |

### Groep 6
De in groep 6 geplaatste landen speelden een minitoernooi in Nederland.
| Nr. | Land       | GW | Win | Gel | Ver | DV | DT | +/- | Pnt |
| --- | ---------- | -- | --- | --- | --- | -- | -- | --- | --- |
| 1.  | Denemarken | 3  | 3   | 0   | 0   | 7  | 1  | 6   | 9   |
| 2.  | Nederland  | 3  | 2   | 0   | 1   | 9  | 1  | 8   | 6   |
| 3.  | Tsjechië   | 3  | 1   | 0   | 2   | 3  | 8  | -5  | 3   |
| 4.  | Slovenië   | 3  | 0   | 0   | 3   | 0  | 9  | -9  | 0   |

### Eindstand nummers twee
| Nr. | Land      | GW | Win | Gel | Ver | DV | DT | +/- | Pnt |
| --- | --------- | -- | --- | --- | --- | -- | -- | --- | --- |
| 1.  | Noorwegen | 2  | 1   | 1   | 0   | 4  | 2  | 2   | 4   |
| 2.  | Nederland | 2  | 1   | 0   | 1   | 6  | 1  | 5   | 3   |
| 3.  | Rusland   | 2  | 1   | 0   | 1   | 4  | 2  | 2   | 3   |
| 4.  | Italië    | 2  | 1   | 0   | 1   | 4  | 4  | 0   | 3   |
| 5.  | België    | 2  | 0   | 1   | 1   | 3  | 5  | -2  | 1   |
| 6.  | Portugal  | 2  | 0   | 1   | 1   | 1  | 3  | -2  | 1   |